# Byblis lamellata
Byblis lamellata är en tvåhjärtbladig växtart som beskrevs av John Godfrey Conran och Lowrie. Byblis lamellata ingår i släktet Byblis och familjen Byblidaceae. Inga underarter finns listade i Catalogue of Life.